# SEE-SAW (レーベル)
シーソー（SEE-SAW）は、映像・音楽ソフトメーカー、ポニーキャニオン（旧：キャニオン・レコード）にかつて存在した社内レーベルの一つ。

## 解説
1976年設立。日本のロックの専門レーベルであり1970年代〜90年代末頃までリリースが行われていた。
現在は休止状態となっており、旧譜の発売時にレーベル名が表記されるのみとなっている。
1978年から82年までの間は、EastWest参加者のコンピレーション・アルバムの発売も行なっていた。

## リリースを行なったアーティスト
- Be
- Char
- COBRA
- コンディション・グリーン
- COW COW
- ダイアモンド☆ユカイ
- DOG FIGHT
- ESSEX
- Gilles de Rais
- 辻仁成
- J-BLOODS
- Johnny, Louis & Char
- PASSENGERS
- Pater's Space Romantic Plastic
- ROGUE
- 奥本亮
- TENSAW
- ザ・ロッカーズ
- The pillows
- ザ・シャムロック
- 田舎芝居
- 加藤いづみ
- 絵夢
- 関口誠人
- 高橋研
- 崎谷健次郎
- 山内テツ
- Tetsu & The Good Times Roll Band
- 四人囃子
- KODOMO BAND
- 柴野繁幸
- 松原みき
- 織田哲郎&9th IMAGE
- 陣内孝則
- 川村かおり
- 藤井尚之